# Krzysztof Drajski
Krzysztof Drajski (ur. 30 kwietnia 1958 w Gdańsku) – polski lekkoatleta chodziarz, mistrz Polski.

## Życiorys
Specjalizował się w chodzie na 50 kilometrów. Był mistrzem Polski na tym dystansie w 1981 oraz wicemistrzem w 1980. Poza tym dwukrotnie plasował się w czołowej ósemce mistrzostw Polski: 5. miejsce w chodzie na 50 kilometrów w  1983 i 6. miejsce w chodzie na 20 kilometrów w 1982.
Wystąpił w Pucharze Świata w Chodzie w 1981 w Walencji w chodzie na 50 kilometrów, zajmując 23. miejsce.
Rekordy życiowe Drajskiego:
- chód na 20 000 metrów (bieżnia) – 1:33:23,3 (13 czerwca 1978, Warszawa)[4]
- chód na 20 kilometrów (szosa) – 1:28:05,0 (17 maja 1980, Kalisz)[5][6]
- chód na 50 kilometrów (szosa) – 4:03:44 (26 kwietnia 1981, Warszawa)[7][6]

Był zawodnikiem Floty Gdynia. Obecnie prowadzi kwiaciarnię w Gdyni.